# Gemellianus

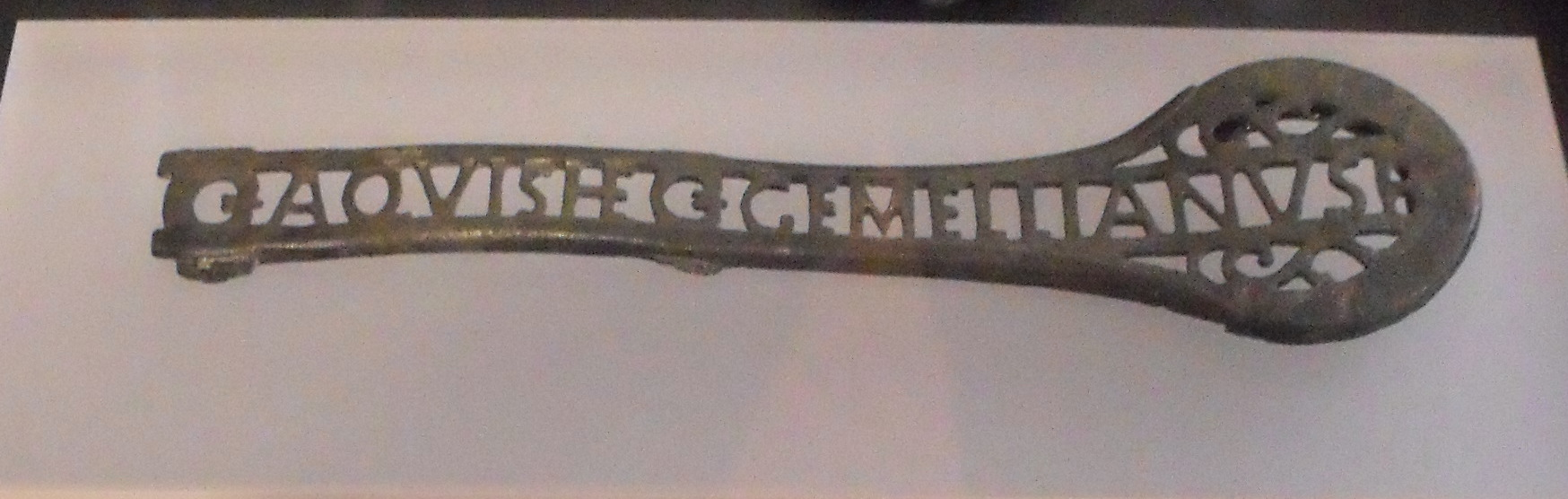
Bronzebeschlag mit Inschrift des Gemellianus, Fundort Mandeure/Epomanduodurum

Gemellianus war ein provinzialrömischer Metallhandwerker (Toreut) und Metallfabrikant, der in der zweiten Hälfte des 2. Jahrhunderts in Aquae Helveticae, dem heutigen Baden in der Schweiz, ansässig war.
Gemellianus ist durch eine Gruppe von Buntmetallbeschlägen für Messerfutterale bekannt geworden, die in der archäologischen Forschung als Thekenbeschläge (lateinisch theca „Scheide“) bezeichnet werden. Einige der signierten, durchbrochen gearbeiteten Beschläge tragen die Herkunftsbezeichnung und den Namen: “AQVISHE GEMELLIANVS F” (Abkürzung von AQVIS HE(lveticis) GEMELLIANUS F(ecit), übersetzt „In Aquae Helveticae von Gemellianus gemacht“).
Von den im Jahr 2002 erfassten 207 Beschlägen ist nur ein Teil mit dem Namen des Gemellianus versehen. Beschläge dieser Art wurden sicher in verschiedenen Werkstätten gefertigt. Signaturen anderer Meister bzw. Werkstätten sind nicht bekannt. Die von Gemellianus hergestellten Messerfutterale scheinen bei Besuchern der bekannten Thermen von Aquae Helveticae beliebt gewesen zu sein, denn sie kamen an verschiedenen Orten des Römischen Reichs zum Vorschein. Zahlreich sind die Funde in Augusta Raurica (Augst). Weitere Fundstücke sind in Igling (Landkreis Landsberg am Lech) und Lauriacum (bei Enns, Oberösterreich) belegt, aber auch in Dura Europos (Syrien). Nicht in allen Fällen handelt es sich um Originale aus Aquae Helveticae, sondern um Kopien aus anderen Werkstätten.